# Campeonato Europeo de Triatlón de 1989
El V Campeonato Europeo de Triatlón se celebró en Cascaes (Portugal) el 11 de junio de 1989 bajo la organización de la Unión Europea de Triatlón (ETU) y la Federación Portuguesa de Triatlón.

## Resultados
| Evento    | Oro                          | Plata                                 | Bronce                              |
| --------- | ---------------------------- | ------------------------------------- | ----------------------------------- |
| Masculino | Yves Cordier Francia 2:02:08 | Robert Barel · Países Bajos · 2:02:55 | Jürgen Zäck RFA 2:03:05             |
| Femenino  | Simone Mortier RFA 2:16:59   | Kirsten Ullrich RFA 2:22:18           | Sarah Springman Reino Unido 2:22:36 |

## Medallero
| Núm. | País         | Oro | Plata | Bronce | Total |
| ---- | ------------ | --- | ----- | ------ | ----- |
| 1    | RFA          | 1   | 1     | 1      | 3     |
| 2    | Francia      | 1   | 0     | 0      | 1     |
| 3    | Países Bajos | 0   | 1     | 0      | 1     |
| 4    | Reino Unido  | 0   | 0     | 1      | 1     |
|      | TOTAL        | 2   | 2     | 2      | 6     |